# Aladin ou la Lampe merveilleuse
Aladin ou la Lampe merveilleuse è un cortometraggio muto del 1906 diretto da Albert Capellani.

## Trama
Usando i poteri di una lampada magica, Aladino conquista la ricchezza e l'amore della bella principessa. Dovrà però confrontarsi con un malvagio mago che riesce a sottrargli la lampada. Aladino deve, a questo punto, riprendersi il magico oggetto altrimenti perderà tutto.

## Produzione
Il film fu prodotto dalla Pathé Frères.

## Distribuzione
Distribuito dalla Pathé Frères, il film - un cortometraggio in una bobina colorato a mano - uscì nel 1906 anche nelle sale cinematografiche USA dopo essere stato distribuito in Francia.